# Three for All
Pour plus de détails, voir Fiche technique et Distribution.
Three for All est un film britannique réalisé par Martin Campbell et sorti en 1975.

## Synopsis
Un groupe de pop britannique fait une tournée en Espagne.

## Fiche technique
- Titre : Three for All
- Réalisation : Martin Campbell
- Scénario : Tudor Gates et Harold Shampan
- Musique : Terry Trower
- Photographie : Ian Wilson
- Montage : Peter Musgrave
- Production : Tudor Gates et Harold Shampan
- Société de production : Dejamus
- Pays de production :  Royaume-Uni
- Genre : Comédie, musical
- Durée : 90 minutes
- Dates de sortie : 
  - Royaume-Uni : mai 1975

## Distribution
- Adrienne Posta : Diane
- Lesley North : Shelley
- Cheryl Hall : Pet
- Graham Bonnet : Kook
- Robert Lindsay : Tom
- Paul Nicholas : Gary
- Christopher Neil : Ricky
- Richard Beckinsale : Jet Bone
- George Baker : Eddie Boyes
- Simon Williams : Harry Bingley
- Cathy Collins : la secrétaire
- Diana Dors : Mme Ball
- Jonathan Adams : Dr Sparks
- Arthur Mullard : Ben
- Sheila Bernette : Rhoda
- Peter Moran : Danny
- Jackie Wright : le vieil homme
- John Le Mesurier : M. Gibbons
- Ian Lavender : Carlo
- Anna Quayle : La Pulle
- Michael Armstrong : Sylvester
- Stephen Riddle : Philip
- Roy Kinnear : Hounslow Joe
- Nicholas Young : Myron
- Roy North : Ralph
- Colin Pilditch : Peter
- Anthony May : Martin
- Dandy Nichols : Henrietta

## Accueil
Le film a reçu la note de 2/5 sur AllMovie.